# Општина Тлакотепек де Бенито Хуарез (Пуебла)
Тлакотепек де Бенито Хуарез (шп. Tlacotepec de Benito Juárez) општина је у Мексику у савезној држави Пуебла. Општина се налази на надморској висини од 2004 м.

## Становништво
Према подацима из 2010. у општини је живело 48268 становника.

### Хронологија
| Година       | 2000                  | 2005                  | 2010                  |
| ------------ | --------------------- | --------------------- | --------------------- |
| Становништво | 42295 (20468 / 21827) | 44579 (21180 / 23399) | 48268 (22926 / 25342) |

### Попис
| \| \| м \| \| \| ж \| \| 0—2 \| 1.853 \| \| \| 1.798 \| \| 3—5 \| 1.870 \| \| \| 1.781 \| \| 6—11 \| 3.756 \| \| \| 3.832 \| \| 12—14 \| 1.891 \| \| \| 1.850 \| \| 15—17 \| 1.883 \| \| \| 1.881 \| \| 18—24 \| 2.874 \| \| \| 3.419 \| \| 60+ \| 1.509 \| \| \| 1.879 \| \| Просек : \| 24,1 \| \| \| 25,8 \| |       |  |  |       |
| |       |  |  |       |
| | м     |  |  | ж     |
| 0—2 | 1.853 |  |  | 1.798 |
| 3—5 | 1.870 |  |  | 1.781 |
| 6—11 | 3.756 |  |  | 3.832 |
| 12—14 | 1.891 |  |  | 1.850 |
| 15—17 | 1.883 |  |  | 1.881 |
| 18—24 | 2.874 |  |  | 3.419 |
| 60+ | 1.509 |  |  | 1.879 |
| Просек : | 24,1  |  |  | 25,8  |

| #   | Индикатор                                                                                        | Вредност |
| --- | ------------------------------------------------------------------------------------------------ | -------- |
| 1   | Становништво од 0 до 2 године                                                                    | 3651     |
| 2   | Мушко становништво од 0 до 2 године                                                              | 1853     |
| 3   | Женско становништво од 0 до 2 године                                                             | 1798     |
| 4   | Становништво са 3 и више година                                                                  | 44591    |
| 5   | Мушко становништво са 3 и више година                                                            | 21060    |
| 6   | Женско становништво са 3 и више година                                                           | 23531    |
| 7   | Становништво са 5 и више година                                                                  | 42188    |
| 8   | Мушко становништво са 5 и више година                                                            | 19811    |
| 9   | Женско становништво са 5 и више година                                                           | 22377    |
| 10  | Становништво са 12 и више година                                                                 | 33352    |
| 11  | Мушко становништво са 12 и више година                                                           | 15434    |
| 12  | Женско становништво са 12 и више година                                                          | 17918    |
| 13  | Становништво са 15 и више година                                                                 | 29611    |
| 14  | Мушко становништво са 15 и више година                                                           | 13543    |
| 15  | Женско становништво са 15 и више година                                                          | 16068    |
| 16  | Становништво са 18 и више година                                                                 | 25847    |
| 17  | Мушко становништво са 18 и више година                                                           | 11660    |
| 18  | Женско становништво са 18 и више година                                                          | 14187    |
| 19  | Становништво од 3 до 5 година                                                                    | 3651     |
| 20  | Мушко становништво од 3 до 5 година                                                              | 1870     |
| 21  | Женско становништво од 3 до 5 година                                                             | 1781     |
| 22  | Становништво од 6 до 11 година                                                                   | 7588     |
| 23  | Мушко становништво од 6 до 11 година                                                             | 3756     |
| 24  | Женско становништво од 6 до 11 година                                                            | 3832     |
| 25  | Становништво од 8 до 14 година                                                                   | 8815     |
| 26  | Мушко становништво од 8 до 14 година                                                             | 4413     |
| 27  | Женско становништво од 8 до 14 година                                                            | 4402     |
| 28  | Становништво од 12 до 14 година                                                                  | 3741     |
| 29  | Мушко становништво од 12 до 14 година                                                            | 1891     |
| 30  | Женско становништво од 12 до 14 година                                                           | 1850     |
| 31  | Становништво од 15 до 17 година                                                                  | 3764     |
| 32  | Мушко становништво од 15 до 17 година                                                            | 1883     |
| 33  | Женско становништво од 15 до 17 година                                                           | 1881     |
| 34  | Становништво од 18 до 24 године                                                                  | 6293     |
| 35  | Мушко становништво од 18 до 24 године                                                            | 2874     |
| 36  | Женско становништво од 18 до 24 године                                                           | 3419     |
| 37  | Женско становништво од 15 до 49 година                                                           | 12687    |
| 38  | Становништво са 60 и више година                                                                 | 3388     |
| 39  | Мушко становништво са 60 и више година                                                           | 1509     |
| 40  | Женско становништво са 60 и више година                                                          | 1879     |
| 41  | Однос између мушкараца и жена                                                                    | 90.47    |
| 42  | Становништво од нуле до 14 година                                                                | 18631    |
| 43  | Становништво од 15 до 64 године                                                                  | 27171    |
| 44  | Становништво од 65 година и више                                                                 | 2440     |
| 45  | Просечан број деце                                                                               | 2.94     |
| 46  | Становништво рођено у ентитету                                                                   | 46367    |
| 47  | Мушко становништво рођено у ентитету                                                             | 22124    |
| 48  | Женско становништво рођено у ентитету                                                            | 24243    |
| 49  | Становништво рођено у другом ентитету                                                            | 1539     |
| 50  | Мушко становништво рођено у другом ентитету                                                      | 628      |
| 51  | Женско становништво рођено у другом ентитету                                                     | 911      |
| 52  | Становништво од 5 година и више резидентно у ентитету у јуну 2005. године                        | 40147    |
| 53  | Мушко становништво старосног доба од 5 година и више, резидентно у ентитету у јуну 2005. године  | 18521    |
| 54  | Женско становништво старосног доба од 5 и више година, резидентно у ентитету у јуну 2005. године | 21626    |
| 55  | Становништво од 5 година и више које је живело у другом ентитету у јуну 2005. године             | 1122     |
| 56  | Мушко становништво старије од 5 година које је живело у другом ентитету у јуну 2005. године      | 611      |
| 57  | Женско становништво старије од 5 година које је живело у другом ентитету у јуну 2005. године     | 511      |
| 58  | Становништво од 3 године и више које говори аутохтони језик                                      | 12046    |
| 59  | Мушко становништво старо 3 године и више које говори аутохтони језик                             | 5791     |
| 60  | Женско становништво старо 3 године и више које говори аутохтони језик                            | 6255     |
| 61  | Становништво од 3 године и више које говори аутохтони језик и не говори шпански језик            | 136      |
| 62  | Мушко становништво старо 3 године и више које говори аутохтони језик и не говори шпански         | 32       |
| 63  | Женско становништво старо 3 године и више које говори аутохтони језик и не говори шпански језик  | 104      |
| 64  | Становништво старо 3 године и више које говори аутохтони језик и шпански                         | 11728    |
| 65  | Мушко становништво старо 3 године и више које говори аутохтони језик и шпански                   | 5682     |
| 66  | Женско становништво старо 3 године и више које говори аутохтони језик и шпански                  | 6046     |
| 67  | Становништво од 5 година и више које говори аутохтони језик                                      | 11647    |
| 68  | Становништво од 5 година и више које говори аутохтони језик и не говори шпански језик            | 119      |
| 69  | Становништво од 5 година и више које говори аутохтони језик и говори шпански језик               | 11356    |
| 70  | Становништво у домородачким домаћинствима                                                        | 19358    |
| 71  | Становништво са ограничењима у активностима                                                      | 1828     |
| 72  | Становништво са ограниченим ходањем или кретањем, горе или доле                                  | 904      |
| 73  | Становници са ограничењима вида, чак и уз кориштење сочива                                       | 499      |
| 74  | Становништво са ограничењима говора, комуникације или конверзације                               | 223      |
| 75  | Становништво са ограниченим слухом                                                               | 253      |
| 76  | Становништво са ограничењима при одевању, купању или јелу                                        | 89       |
| 77  | Становништво са ограничењима у опажању или учењу једноставних ствари                             | 77       |
| 78  | Становништво са менталним ограничењима                                                           | 140      |
| 79  | Становништво без ограничења активности                                                           | 46163    |
| 80  | Становништво од 3 до 5 година које не похађа школу                                               | 1825     |
| 81  | Мушко становништво од 3 до 5 година које не похађа школу                                         | 943      |
| 82  | Женско становништво од 3 до 5 година које не похађа школу                                        | 882      |
| 83  | Становништво од 6 до 11 година које не похађа школу                                              | 303      |
| 84  | Мушко становништво од 6 до 11 година које не похађа школу                                        | 145      |
| 85  | Женско становништво од 6 до 11 година које не похађа школу                                       | 158      |
| 86  | Становништво од 12 до 14 година које не похађа школу                                             | 554      |
| 87  | Мушко становништво од 12 до 14 година које не похађа школу                                       | 280      |
| 88  | Женско становништво од 12 до 14 година које не похађа школу                                      | 274      |
| 89  | Становништво од 15 до 17 година похађа школу                                                     | 1744     |
| 90  | Мушко становништво од 15 до 17 година похађа школу                                               | 831      |
| 91  | Женско становништво између 15 и 17 година живота у школи                                         | 913      |
| 92  | Становништво од 18 до 24 године похађа школу                                                     | 778      |
| 93  | Мушко становништво од 18 до 24 године похађа школу                                               | 331      |
| 94  | Женско становништво од 18 до 24 године похађа школу                                              | 447      |
| 95  | Становништво од 8 до 14 година које не може да чита и пише                                       | 663      |
| 96  | Мушко становништво старосног доба од 8 до 14 година које не може да чита и пише                  | 396      |
| 97  | Женско становништво старосног доби од 8 до 14 година које не може да чита и пише                 | 267      |
| 98  | Становништво од 15 година и више које је неписмено                                               | 5317     |
| 99  | Мушко становништво од 15 година и више које је неписмено                                         | 1712     |
| 100 | Женско становништво од 15 година и више које је неписмено                                        | 3605     |
| 101 | Становништво старо 15 и више година без школовања                                                | 4840     |
| 102 | Мушко становништво старо 15 и више година без школовања                                          | 1726     |
| 103 | Женско становништво старо 15 и више година без школовања                                         | 3114     |
| 104 | Становништво старосног доба 15 и више година са непотпуним основним образовањем                  | 7713     |
| 105 | Мушко становништво старосног доба од 15 година и више са непотпуном основним образовањем         | 3660     |
| 106 | Женско становништво старосног доба 15 и више година са непотпуном основним образовањем           | 4053     |
| 107 | Становништво старо 15 и више година са комплетним основним образовањем                           | 6519     |
| 108 | Мушко становништво старо 15 година и више са комплетним основним образовањем                     | 3077     |
| 109 | Женско становништво старо 15 и више година са комплетним основним образовањем                    | 3442     |
| 110 | Становништво старосног доба 15 и више година са непотпуним средњим образовањем                   | 1518     |
| 111 | Мушко становништво старосног доба од 15 година и више са непотпуним средњим образовањем          | 853      |
| 112 | Женско становништво старосног доба од 15 година и више са непотпуним средњим образовањем         | 665      |
| 113 | Становништво старо 15 и више година са пуним секундарном образовањем                             | 5272     |
| 114 | Мушко становништво старосног доба од 15 година и више са пуним секундарном образовањем           | 2570     |
| 115 | Женско становништво старосног доба од 15 година и више са пуним секундарном образовањем          | 2702     |
| 116 | Становништво старије од 18 година са постосновним образовањем                                    | 3099     |
| 117 | Мушко становништво старије од 18 година са постосновним образовањем                              | 1392     |
| 118 | Женско становништво старије од 18 година са постосновним образовањем                             | 1707     |
| 119 | Просечна оцена школовања                                                                         | 5.58     |
| 120 | Просечан ниво образовања мушке популације                                                        | 5.79     |
| 121 | Просечан ниво образовања женског становништва                                                    | 5.4      |
| 122 | Економски активно становништво                                                                   | 15856    |
| 123 | Економски активна мушка популација                                                               | 11646    |
| 124 | Економски активна женска популација                                                              | 4210     |
| 125 | Становништво које није економски активно                                                         | 17339    |
| 126 | Мушко становништво које није економски активно                                                   | 3693     |
| 127 | Женско становништво које није економски активно                                                  | 13646    |
| 128 | Запослено становништво                                                                           | 14840    |
| 129 | Запослено мушко становништво                                                                     | 10717    |
| 130 | Запослено женско становништво                                                                    | 4123     |
| 131 | Незапослена популација                                                                           | 1016     |
| 132 | Незапослена мушка популација                                                                     | 929      |
| 133 | Незапослена женска популација                                                                    | 87       |
| 134 | Становништво без права на здравствене услуге                                                     | 26590    |
| 135 | Становништво које има право на здравствене услуге                                                | 21526    |
| 136 | Становништво које има право на ИМСС                                                              | 2367     |
| 137 | Становништво које има право на социјално осигурање                                               | 566      |
| 138 | Становништво које има право на државно социјално осигурање                                       | 114      |
| 139 | Становништво које има право на опште осигурање или здравствено осигурање за нову генерацију      | 18143    |
| 140 | Становништво које је било једном или није било у браку током 12 година и више                    | 13037    |
| 141 | Венчано или уједињено становништво од 12 година и више                                           | 17776    |
| 142 | Становништво које је било у браку или уједињено 12 година и више                                 | 2489     |
| 143 | Становништво са католичком религијом                                                             | 41165    |
| 144 | Протестанти, еванђелисти и библијски следбеници различити од еванђелиста                         | 5580     |
| 145 | Становништво са другим религијама различитим од претходних                                       | 7        |
| 146 | Становништво без религије                                                                        | 853      |
| 147 | Укупно пописаних домаћинства                                                                     | 10302    |
| 148 | Пописна домаћинства на челу са мушкарцима                                                        | 7779     |
| 149 | Пописна домаћинства на челу са женама                                                            | 2523     |
| 150 | Становништво у пописним домаћинствима                                                            | 48250    |
| 151 | Становништво у пописним домаћинствима на челу са мушкарцима                                      | 38621    |
| 152 | Становништво у пописним домаћинствима на челу са женама                                          | 9629     |
| 153 | Укупно домаћинстава                                                                              | 12498    |
| 154 | Укупно насељених домаћинстава                                                                    | 10308    |
| 155 | Укупно приватних кућа                                                                            | 12492    |
| 156 | Насељени приватни домови                                                                         | 10302    |
| 157 | Укупно насељених приватних кућа                                                                  | 10308    |
| 158 | Ненасељене приватне куће                                                                         | 1484     |
| 159 | Појединачна домаћинства за привремену употребу                                                   | 706      |
| 160 | Становници у насељеним приватним кућама                                                          | 48250    |
| 161 | Насељеност станара у приватним становима                                                         | 4.68     |
| 162 | Просечно становника по соби у приватним насељеним домаћинствима                                  | 1.56     |
| 163 | Појединачна домаћинства са подовима од различитих материјала од земље                            | 7858     |
| 164 | Појединачна домаћинства у приземљу                                                               | 2420     |
| 165 | Појединачна домаћинства са једном спаваћом собом                                                 | 4974     |
| 166 | Појединачна домаћинства са две спаваће собе и више                                               | 5302     |
| 167 | Појединачна домаћинства са једним собом                                                          | 1168     |
| 168 | Појединачна домаћинства са две собе                                                              | 2789     |
| 169 | Појединачна домаћинства са 3 собе и више                                                         | 6303     |
| 170 | Појединачна домаћинства која имају електрично светло                                             | 9993     |
| 171 | Појединачна домаћинства која немају електрично светло                                            | 277      |
| 172 | Појединачна домаћинства која имају водоводну воду у стамбеном простору                           | 8074     |
| 173 | Појединачна домаћинства која немају водоводну воду у стамбеном простору                          | 2197     |
| 174 | Појединачна домаћинства која имају тоалет                                                        | 9466     |
| 175 | Појединачна домаћинства која имају канализацију                                                  | 7321     |
| 176 | Појединачна домаћинства која немају канализацију                                                 | 2895     |
| 177 | Појединачна домаћинства која имају електрично светло, довод воде из јавне мреже и канализацију   | 5932     |
| 178 | Појединачна домаћинства без икаквих услова                                                       | 815      |
| 179 | Појединачна домаћинства која имају радио                                                         | 5961     |
| 180 | Појединачна домаћинства која имају телевизор                                                     | 8611     |
| 181 | Појединачна домаћинства која имају фрижидер                                                      | 4776     |
| 182 | Појединачна домаћинства која имају машину за веш                                                 | 3884     |
| 183 | Појединачна домаћинства која имају аутомобил или комби                                           | 2765     |
| 184 | Појединачна домаћинства која имају рачунар                                                       | 553      |
| 185 | Појединачна домаћинства која имају фиксну телефонску линију                                      | 2735     |
| 186 | Појединачна домаћинства која имају мобилни телефон                                               | 4061     |
| 187 | Појединачна домаћинства која имају приступ интернету                                             | 242      |